# The Japanese Economic Review
The Japanese Economic Review (JER; Японский экономический журнал) — специализированный экономический журнал. Издается с 1950 (первоначально под названием The Economic Studies Quarterly). С 1959 г. журнал является официальным изданием Японской экономической ассоциации.
В журнале публикуются работы как японских, так и зарубежных экономистов, посвященные проблема экономической теории и политики.
Периодичность выхода журнала: 4 номера в год.